# 1,3,5-triclorobenzene
Il 1,3,5-triclorobenzene è un alogenuro arilico trisostituito di formula C6H3Cl3. Appare come un solido cristallino bianco-giallastro con habitus aciculare, poco solubile in acqua e in etanolo, ma ben solubile in cloroformio, dietiletere, etere di petrolio, disolfuro di carbonio ed acido acetico glaciale.

## Sintesi
Il 1,3,5-triclorobenzene viene comunemente ottenuto tramite la reazione di Sandmeyer a partire dalla 3,5-dicloroanilina.

## Utilizzi
Miscele contenenti 1,3,5-triclorobenzene vengono utilizzate a livello industriale come solventi per coloranti e vernici, sgrassanti, emulsionanti, fluidi dielettrici e come additivi per lubrificanti. La sostanza trova inoltre impiego come insetticida e come reagente nelle sintesi chimiche.